# Hylaia podagrica
Hylaia podagrica es una especie de coleóptero de la familia Endomychidae.

## Distribución geográfica
Habita en el Cáucaso y Turquía.